# Stainville
Stainville är en kommun i departementet Meuse i regionen Grand Est (tidigare regionen Lorraine) i nordöstra Frankrike. Kommunen ligger i kantonen Ancerville som tillhör arrondissementet Bar-le-Duc. År 2022 hade Stainville 375 invånare.

## Befolkningsutveckling
Antalet invånare i kommunen Stainville
| Referens: INSEE |